# روی ریوایوو
روی ریوایوو ( عبری: רוי רביבו‎  ; متولد ۲۲ مه ۲۰۰۳) یک فوتبالیست اهل اسرائیل است که در پست دفاع چپ برای باشگاه مکابی تل آویو که در لیگ برتر اسراییل حضور دارد بازی می‌کند.
وی سابقه حضور در تیم ملی زیر ۲۰ سال اسرائیل و تیم ملی زیر ۲۱ سال اسرائیل را نیز در کارنامه دارد و برای تیم ملی فوتبال اسرائیل نیز به میدان رفته است.

## اوایل زندگی
ریوایوو در شهر تل آویو در اسرائیل، در یک خانواده اسرائیلی از نژاد یهودی سفاردی و یهودی میزراحی (مراکشی-یهودی) به دنیا آمد و بزرگ شد. پدر او هیم ریوایوو،  یک فوتبالیست مشهور سابق بین‌المللی اسرائیل و مادرش طراح جواهرات اسرائیلی ساغیت ریوایوو است.   عموهای او دیوید ریوایوو ، شای ریوایوو و الی ریوایوو نیز فوتبالیست‌های سابق اسرائیلی هستند. همچنین پسر عموی آن‌ها  امیر لاوی نیز فوتبالیستی اسرائیلی است. 

## حرفه باشگاهی
او ورزش حرفه‌ای خود را از تیم مکابی تل آویو آغاز کرد. در ۲۲ اوت ۲۰۲۱ نخستین بازی خود را در مقابل هاپوئل اورشلیم در رقابت‌های جام توتو انجام داد که با نتیجه ۱-۱ به پایان رسید.
در ۲ ژانویه ۲۰۲۳، مکابی تل‌آویو او را به تیم هاپوئل اورشلیم قرض داد.  دو هفته بعد او نخستین بازی خود را در باخت ۱-۲ مقابل مکابی هیفا در ورزشگاه سامی اوفر انجام داد.

## آمار حرفه‌ای

### باشگاه
تا تاریخ ۱۱  مه ۲۰۲۴
| باشگاه          | فصل             | لیگ                     | لیگ  | لیگ | جام حذفی فوتبال اسرائیل | جام حذفی فوتبال اسرائیل | جام توتو | جام توتو | قاره‌ای | قاره‌ای | دیگر | دیگر | کل   | کل |
| باشگاه          | فصل             | سطح                     | بازی | گل  | بازی                    | گل                      | بازی     | گل       | بازی   | گل     | بازی | گل   | بازی | گل |
| --------------- | --------------- | ----------------------- | ---- | --- | ----------------------- | ----------------------- | -------- | -------- | ------ | ------ | ---- | ---- | ---- | -- |
| مکابی تل آویو   | ۲۰۲۱–۲۲         | لیگ برتر فوتبال اسرائیل | ۰    | ۰   | ۰                       | ۰                       | ۱        | ۰        | –      | –      | ۰    | ۰    | ۱    | ۰  |
| مکابی تل آویو   | ۲۰۲۲–۲۳         | لیگ برتر فوتبال اسرائیل | ۰    | ۰   | ۰                       | ۰                       | ۱        | ۰        | –      | –      | ۰    | ۰    | ۱    | ۰  |
| مکابی تل آویو   | ۲۰۲۳–۲۴         | لیگ برتر فوتبال اسرائیل | ۲۷   | ۲   | ۱                       | ۰                       | ۱        | ۰        | ۱۴     | ۰      | ۰    | ۰    | ۴۳   | ۲  |
| مکابی تل آویو   | کل              | کل                      | ۲۷   | ۲   | ۱                       | ۰                       | ۳        | ۰        | ۱۴     | ۰      | ۰    | ۰    | ۴۵   | ۲  |
| هاپوئل اورشلیم  | ۲۰۲۲–۲۳         | لیگ برتر فوتبال اسرائیل | ۱۶   | ۰   | ۰                       | ۰                       | ۰        | ۰        | –      | –      | ۰    | ۰    | ۱۶   | ۰  |
| هاپوئل اورشلیم  | کل              | کل                      | ۱۶   | ۰   | ۰                       | ۰                       | ۰        | ۰        | ۰      | ۰      | ۰    | ۰    | ۱۶   | ۰  |
| کل دوران حرفه‌ای | کل دوران حرفه‌ای | کل دوران حرفه‌ای         | ۴۳   | ۲   | ۱                       | ۰                       | ۳        | ۰        | ۱۴     | ۰      | ۰    | ۰    | ۶۱   | ۲  |

## همچنین ببینید
- فهرست فوتبالیست‌های یهودی
- فهرست یهودیان در ورزش
- فهرست اسرائیلی‌ها